# Pidonia maculithorax
Pidonia maculithorax là một loài bọ cánh cứng trong họ Cerambycidae.